# グレーター・マンチェスター
グレーター・マンチェスター（英: Greater Manchester）は、イングランドの北西部に位置する人口約260万人の都市カウンティである。1972年の地方自治法の施行に伴い、1974年に設立された。ボルトン区、ベリー区、オールダム区、ロッチデール区、ストックポート区、テームサイド区、トラフォード区、ウィガン区およびマンチェスター市とサルフォード市の10の都市バラから構成される。その都市圏（グレーター・マンチェスター都市的地域）はグレーター・ロンドンとミッドランド西部（バーミンガム）に次いでイギリスで3番目に大きな人口を持つコナベーションを形成している。中心都市はマンチェスター。
面積は493平方マイル (1,277 km2)。海岸に面しておらず、チェシャー（南西 - 南側）、ダービーシャー（南東側）、ウェスト・ヨークシャー（北東側）、ランカシャー（北側）、マージーサイド（西側）と境界を接する。高い人口密度を有する都市部および郊外から準田園地域や田園地域までの様々な地域を領域とするが、土地利用については都市部が圧倒的である。中心業務地区はマンチェスター市中心部およびそれに隣接するサルフォード市とトラフォード区を中心に構成されるが、その他の区にも少なくとも一つは核となる都心とその郊外が存在するなど、多核的な都市構造となっている。
1974年から12年間は二重の行政システムの下に置かれていた。新しいカウンシルと旧来のグレーター・マンチェスター・カウンティ・カウンシルが権限を共有していた。カウンティ・カウンシルは1986年に廃止され、事実上の単一自治体となった。しかし、法令上および地理的に参照する際の枠組みの上では、都市カウンティや典礼カウンティとして尚も存在し続け、地方長官と州長官を置いている。グレーター・マンチェスターの自治体としてカウンティ規模の経済開発、都市再生、公共交通などに関連する行政を担当するグレーター・マンチェスター合同行政機構が設立される2011年4月までは、カウンティ規模の公共サービスはグレーター・マンチェスター自治体協議会を介して調整されていた。
都市カウンティの創設以前は、当該地域を指す際にはSELNEC (South East Lancashire North East Cheshire; 南東ランカシャー北東チェシャー の略) のアクロニムが名称として使用された。グレーター・マンチェスターはかつての行政カウンティであるランカシャー、チェシャー、ウェスト・ライディング・オブ・ヨークシャーに存在した70の地方自治体と8の独立したカウンティ・バラが合併して誕生した。